# Jason Weaver
Jason Micheal Weaver (Chicago, 18 luglio 1979) è un attore e cantante statunitense, tra i più famosi attori bambini afroamericani degli anni novanta e quindi giovane attore di successo.

## Biografia
Jason Weaver nasce nel 1979 a Chicago. Figlio d'arte, sua madre Kitty Haywood è un'affermata vocalista.
Tra il 1990 e il 1994 ha un'intensa carriera di attore bambino. Debutta a 10 anni nel cast della serie TV Brewster Place (1990) con Oprah Winfrey. Il successo arriva con l'interpretazione del giovane Michael Jackson nella miniserie TV The Jacksons: An American Dream (1992), nella quale dà prova anche delle sue doti canore, vincendo il suo primo Young Artist Award. È quindi tra i protagonisti della serie TV Thea (1993-94) e nel 1994 è chiamato dalla Disney a dare la voce alle canzoni del piccolo "Simba" nel film d'animazione Il re leone, ricevendo il suo secondo Young Artist Award. La sua esperienza di attore bambino si conclude con un film televisivo Per fortuna c'è un bianco al mio posto (1994), una specie di trasposizione moderna della storia de Il principe e il povero, con la quale si cerca di capitalizzare il successo di due tra i più celebri attori bambini del momento, Rider Strong e appunto Jason Weaver.
La carriera di Weaver non conosce interruzione. Nel 1995-96 pubblica con successo alcuni brani musicali, e tra il 1997 e il 1999 è tra i protagonisti di un'altra serie televisiva di successo, Un genio in famiglia.
Ormai un affermato giovane attore Weaver continua ad essere una presenza familiare in popolari serie televisive e al cinema in film come Drumline (2000) e Ladykillers (2004). Prosegue anche la sua attività musicale, collaborando alla realizzazione di brani di successo come One Call Away (2007) del rapper Chingy.

## Riconoscimenti
- Young Artist Award (1992 & 1994)

## Filmografia

### Cinema
- La lunga strada verso casa (The Long Walk Home), regia di Richard Pearce (1990)
- Drumline, regia di Charles Stone III (2002)
- Ladykillers (The Ladykillers), regia di Joel ed Ethan Coen (2004)
- ATL (2006)
- Jada (2008)
- Love for Sale (2008)
- Lottery Ticket (2010)
- He's Mine Not Yours (2011)
- Dysfunctional Friends (2012)
- Note to Self (2012)
- Hope for Love (2013)
- When a Woman's Fed Up (2013)
- Wal-Bob's (2014)
- Infidelity (2015)

### Televisione
- Brewster Place (1990) - serie TV
- The Kid Who Loved Christmas (1990) - film TV
- The Jacksons: An American Dream (1992) - miniserie TV
- Thea (1993-94) - serie TV, 19 episodi
- Per fortuna c'è un bianco al mio posto (Summertime Switch), regia di Alan Matter (1994) - film TV
- Sister, Sister (1996) - serie TV, 2 episodi
- Un genio in famiglia (1997-1999) - serie TV, 51 episodi
- Freedom Song (2000) - film TV
- Grown Man (2010) - film TV
- The LeBrons (2011) - serie TV, 9 episodi
- Merry Me for Christmas (2013) - film TV
- What Would You Do for Love (2013) - film TV
- Let's Stay Together (2014) - serie TV, 3 episodi
- Black-ish (2015) - serie TV, un episodio
- Untitled Lena Waithe Project (2016) - film TV
- Nubbin & Friends (2016) - serie TV, un episodio
- Merry Ex-Mas (2016) - film TV

### Doppiatore
- Il re leone (1994) - "Simba" (voce cantante)